# Catena sottomarina della Tasmania
La catena sottomarina della Tasmania è una catena di montagne sottomarine lunga 2.000 km e situata nell'Oceano Pacifico meridionale.
La catena consiste di oltre 16 picchi di vulcani estinti, molti dei quali si innalzano di oltre 4.000 m rispetto al fondale oceanico. È una delle due catene parallele di montagne sottomarine poste lungo la costa orientale dell'Australia; sia la catena sottomarina di Lord Howe che la catena della Tasmania si sviluppano in senso nord-sud attraverso il Mar dei Coralli e il Mar di Tasman. Le due catene hanno longitudine rispettivamente 159°E e 156°E.
Coma la sua vicina, la catena sottomarina della Tasmania è stata generata dalla placca indo-australiana in movimento verso nord sopra il punto caldo della Tasmania. L'età delle montagne sottomarine che ne fanno parte è compresa tra 40 e 6 milioni di anni.

## Componenti
La catena sottomarina della Tasmania comprende i seguenti rilievi:
- Barcoo Bank
- Brisbane Guyot
- Britannia Guyots
- Derwent Hunter Guyot
- Fraser Seamount
- Gascoyne Seamount
- Kenn Reef
- Moreton Seamount
- Queensland Guyot
- Recorder Guyot
- Stradbroke Seamount
- Taupo Bank
- Wreck Reefs